# عاثية شاملة نتنة
عاثية شاملة نتنة (بالإنجليزية: Holophaga foetida)‏ هي نوع من البكتيريا، سلبية الغرام.